# Piotr Karczewski
Piotr Mariusz Karczewski (ur. 14 sierpnia 1964 w Żarowie) – polski polityk, przedsiębiorca i samorządowiec, w latach 2006–2007 wicewojewoda, w 2007 wojewoda pomorski, w latach 2019–2025 doradca społeczny prezydenta RP Andrzeja Dudy.

## Życiorys
Jest absolwentem Wydziału Mechanicznego Wyższej Szkoły Morskiej w Szczecinie, ukończył następnie studia podyplomowe m.in. z zakresu handlu zagranicznego na Uniwersytecie Gdańskim oraz z zakresu ubezpieczeń gospodarczych na Akademii Ekonomicznej w Poznaniu. Został też absolwentem studiów podyplomowych Executive MBA w Collegium Humanum – Szkole Głównej Menadżerskiej w Warszawie.
Od 1989 pracował w Polskiej Żegludze Morskiej, następnie w Powszechnym Zakładzie Ubezpieczeń. W latach 2001–2005 był dyrektorem inspektoratu PZU w Kościerzynie, Tczewie i Iławie.
Wstąpił do Prawa i Sprawiedliwości. W 2006 mianowano go wicewojewodą pomorskim. Po odwołaniu Piotra Ołowskiego w lutym 2007 został pełniącym obowiązki wojewody. Nominację na stanowisko wojewody otrzymał w maju tego samego roku. Był społecznym doradcą szefa Kancelarii Prezydenta RP Lecha Kaczyńskiego, przewodniczącym Wojewódzkiej Komisji Dialogu Społecznego w Gdańsku, Pomorskiego Komitetu Monitorującego Fundusze Europejskie oraz członkiem Polsko-Rosyjskiej Rady ds. Współpracy Regionów RP z Regionem Sankt Petersburg. W latach 2008–2012 był prezesem zarządu SITA Kościerzyna spółka z.o.o oraz prezesem zarządu SITA Pomorze spółka z.o.o. Później prowadził własną działalność gospodarczą.
W przedterminowych wyborach parlamentarnych w 2007 bez powodzenia ubiegał się o mandat poselski, a w wyborach do Parlamentu Europejskiego w 2009 o mandat eurodeputowanego z listy PiS. W 2014 został natomiast wybrany do sejmiku pomorskiego V kadencji z ramienia PiS, objął funkcję przewodniczącego Komisji Samorządu Terytorialnego i Bezpieczeństwa Publicznego. W 2015 ponownie z listy PiS wystartował w wyborach do Sejmu, nie uzyskując mandatu.
W czerwcu 2016 został powołany przez radę nadzorczą na prezesa zarządu przedsiębiorstwa Port Gdański Eksploatacja. W lutym 2018 złożył rezygnację z tego stanowiska. W tym samym roku utrzymał mandat radnego sejmiku na okres VI kadencji. Wkrótce potem uzyskał możliwość objęcia mandatu posła po zmarłej Jolancie Szczypińskiej, na co jednak nie wyraził zgody, decydując się pozostać na stanowisku radnego.
W lipcu 2019 prezydent RP Andrzej Duda powołał go na swojego doradcę społecznego. W listopadzie 2019 został wybrany na wiceprzewodniczącego sejmiku pomorskiego. Wystartował do Sejmu z ramienia PiS w wyborach w 2019 i 2023. W 2024 utrzymał mandat radnego sejmiku na kolejną kadencję, w maju tego samego roku ponownie został wiceprzewodniczącym tego gremium. W sierpniu 2025 zakończył pełnienie funkcji społecznego doradcy prezydenta RP.

## Odznaczenia
- Złoty Krzyż Zasługi (2025)[19]